# Yūki Yūna wa Yūsha de Aru
Yūki Yūna wa Yūsha de Aru (結城友奈は勇者である, Yūki Yūna wa Yūsha de Aru, Yūna Yūki es una heroína), también conocida con la abreviatura YuYuYu, es una serie de anime producida por Studio Gokumi y licenciada por Pony Canyon, como parte de un proyecto llamado “Takahiro IV Project”. Dirigida por Seiji Kishi, escrita por Takahiro, contando con los diseños de personajes de BUNBUN y la banda sonora de Keiichi Okabe (MONACA). La franquicia cuenta con dos temporadas, tres películas y múltiples adaptaciones de manga y novelas ligeras (Washio Sumi wa Yūsha de Aru y Nogi Wakaba wa Yūsha de aru) publicadas por ASCII Media Works.
La primera temporada (conocida como el capítulo de Yūki Yūna) se emitió por primera vez en la cadena japonesa MBS el 16 de octubre del 2014, finalizando el 25 de diciembre del mismo año, contando con una duración de 12 episodios. La segunda temporada fue dividida en dos etapas en un total de 12 episodios; la primera funcionando como precuela y, a su vez, como adaptación de la novela ligera Washio Sumi wa Yūsha de Aru emitida del 7 de octubre al 11 de noviembre del 2017 y la segunda parte siendo una secuela conocida como el capítulo del héroe, emitida del 25 de noviembre del 2017 hasta el 6 de enero del 2018.
Se lanzó un videojuego de acción con elementos de novela visual el 26 de febrero del 2015 para la consola portátil PlaySation Vita. Anteriormente, ya fue lanzada otra novela visual para la plataforma Windows en diciembre del 2014 juntamente con el primer DVD y Blu-Ray de la serie, y posteriormente, otra entrega con el sexto volumen de la serie en mayo del 2015. Asimismo se lanzó un juego para dispositivos móviles en junio de 2017.

## Argumento

### Capítulo de Yūki Yūna (結城友奈の章, Yūki Yūna no Shō)
La historia toma lugar en la isla japonesa de Shikoku, concretamente en la ciudad ficcional de Sanshū, basada en la ciudad de la vida real de Kan’onji en la prefectura de Kagawa. En el año 300 de la Era de los Dioses (神世紀, Shinseiki), encontramos a Yūna Yuki, quien junto a su mejor amiga Mimori Togo y sus compañeras Fū Inubouzaki y Itsuki Inubouzaki forman el “Club de héroes de la secundaria Sanshu” (讃州中学勇者部, Sanshū Chūgaku Yūsha-bu) un club destinado a ayudar a cualquier persona que lo desee. Un día en su vida diaria normal, los miembros del club reciben una alarma en sus móviles y a consecuencia se ven envueltas en una explosión de luz que las transporta al llamado mar de árboles donde con la misión de proteger a la deidad protectora de Shikoku (Shinju) del inminente ataque vartex.

### Capítulo de Sumi Washio (鷲尾須美の章, Washio Sumi no Shō)
Dos años antes de los acontecimientos de la primera temporada. Tres chicas de primaria reciben la misión de encargarse de los ataques vartex que se están produciendo en el mar de árboles. Sin embargo, este grupo formado por Sumi Washio, Sonoko Nogi y Gin Minowa aun son demasiado inexpertas e inseguras, así pues, después de la primera batalla deciden arreglar sus problemas de trabajo en equipo y en mejorar sus capacidades de combate.  

### Capítulo del héroe (勇者の章, Yūsha no Shō)
Un tiempo después de la última batalla, el club de héroes vuelve a su normalidad con una nueva incorporación; Nogi Sonoko. Sin embargo, a pesar de la tranquilidad Yūna se percata que Mimori ha desaparecido. Así pues, el club de héroes se embarca a buscarla y enfrentándose una vez más a los dioses. 

## Personajes

### Club de Héroes de la secundaria Sanshu
Yūna Yūki (結城 友奈) 
Seiyu: Haruka Terui
Edad: 13 años (segundo año de secundaria) / Cumpleaños: 21 de marzo / Altura:154 cm / Grupo sanguíneo: 0 / Hobby: Prensar flores
La protagonista de la obra. Es una niña de altura ligeramente inferior a la media con ojos de color rojo y cabello pelirrojo corto hasta los hombros con una pequeña coleta lateral sujetada por una pinza con forma de pétalo de sakura. En forma héroe su cola se agranda y su cabello toma a tener un color rosado.  
De personalidad es energética y de buen corazón que aprovecha cada oportunidad para ayudar a los demás. Es muy leal a sus amigos y familiares y no duda en protegerlos, independientemente de los riesgos que le puedan ocasionan. Es buena leyendo las emociones de las personas, y a menudo exagerará su ingenuidad e inmadurez para alegrar el estado de ánimo de los demás, incluso llega a prestarle más atención a los sentimientos de los demás a los suyos.
Se unió al club de héroes a la vez que Mimori cuando Fū las invitó. Como heroína ella hace uso de las artes marciales aprendidas por su padre, a pesar de ello su característica principal son los puñetazos que da con los guanteletes blindados que le proporciona el traje de heroína. Mientras que en el mankai utiliza unos enormes brazo metálicos. Su hada es una pequeña vaca llamada Gyuki, a quien, a diferencia de las otras vagas libremente fuera del terminal. Después del Mankai obtiene otra hada, esta con forma de gato, llamada Kasha. A su vez, pierde el sentido del gusto. 
Mimori Tōgō (東郷 美森 ) / Sumi Washio (鷲尾 須美 )
Seiyu: Suzuko Mimori
Edad: 14 años (segundo año de secundaria) (capítulo de Yūki Yūna y Héroe) 12 (capítulo de Washio Sumi) / Cumpleaños: 8 de abril / Altura:158 cm / Grupo sanguíneo: AB / Hobby: Hacer dulces
Se trata de la compañera de clase de Yūna y a la vez de su mejor amiga, la cual son vecinas. Prefiere que la llamen por su apellido. Es una adolescente de ojos verdes oscuros, que va en silla de ruedas tras un supuesto accidente de tráfico. Tiene el pelo de color negro y lo lleva largo atado en una cola baja con una cinta azul que se le cuelga sobre el hombro izquierdo. En el traje de heroína se le desata el pelo y toma un color negro más claro.
Es la chica madura e inteligente aficionada a la historia. Es una persona desconfiada con los demás y pesimista consigo misma, lo cual comporta que tenga pensamientos oscuros cuando esta a solas. A pesar de ello tiene un lado burlón y vacilón.
Se unió al club de héroes a la vez con Yuna. Como heroína obtiene un fusil francotirador y unas cintas que le permiten mantenerse de pie y moverse. Tiene tres hadas cuyos nombres son Gyobudanuki, Aobozu y Shiranui, tras hacer el mankai en la primera temporada obtiene otra llamada Kawabotaru. Tras ello, se queda queda sorda de su oreja izquierda.
Antes de los eventos de la primera temporada, fue adoptada por la familia Washio tomando así el nombre de Washio Sumi, con el propósito de batallar contra los vartex juntamente con Gin y Sonoko. Su arma principal como heroína era el uso del arco y las flechas. En realidad, la pérdida de la movilidad de sus piernas fue causada tras la realización del Mankai durante entonces. Asimismo, le causó la pérdida de los recuerdos de esos días y fue devuelta su familia biológica.
Fuu Inubouzaki (犬吠埼 風) 
Seiyu:  Yumi Uchiyama
Edad: 15 años (tercer año de secundaria) / Cumpleaños: 1 de mayo / Altura:163 cm / Grupo sanguíneo: A / Hobby: Pasear
La fundadora del club de héroes y mayor del grupo. Ella es la hermana mayor de Itsuki, quien ha estado cuidando ella sola después de la muerte de sus padres. Tiene ojos verdes claros y una cabellera rubia larga y ondulada, recogida en dos colas bajas. Como heroína su pelo cambia a un tono amarillento más brillante y sus colas se trenzan.
Es de personalidad extrovertida y audaz, propensa a hacer bromas y siendo responsable de menguar situaciones de estrés. Sin embargo, también puede ser muy madura y responsable, especialmente cuando se trata de cuidar a su hermana. Se preocupa profundamente por sus amigos y su hermana, y como líder del club, a menudo se culpa a sí misma cuando algo sale mal.
Ella es el enlace directo que el club tiene con el taisha, ya que sus padres eran unos de sus trabajadores, y ahora estos le proporcionan la información que necesitan. Como heroína obtiene una espada que puede agrandar a voluntad, lo que le permite utilizarla como escudo. Su hada es Inugami, y posteriormente, también Kamitachi. Como resultado del mankai, pierde la visión de su ojo izquierdo.
Itsuki Inubouzaki (犬吠埼 樹) 
Seiyu: Tomoyo Kurosawa
Edad: 12 años (primer año de secundaria) / Cumpleaños: 7 de diciembre / Altura:148 cm / Grupo sanguíneo: O / Hobby: Adivinación
La hermana pequeña de Fu. Es de estatura pequeña con ojos verdes y pelo rubio corto recogido por dos pequeñas colas frontales. Como heroína su rubio se oscurece.
A diferencia de su hermana, ella es muy tímida. Sin embargo, debido a su amabilidad le gusta ayudar a la gente. Con las personas que conoce se vuelve menos tímida, e incluso puede llegar a ser algo sarcástica con su hermana cuando dice algo que no le es comprensible.
Como heroína es capaz de usar hilos para atacar a los enemigos. Su hada es Kodoma y más tarde obtiene otra llamada Ungaikyo. Como resultado del mankai pierde su voz.
Karin Miyoshi (三好 夏凛) 
Seiyu: Juri Nagatsuma
Edad: 14 años (segundo año de secundaria) / Cumpleaños: 12 de junio / Altura:151 cm / Grupo sanguíneo: B / Hobby: Cuidar de la salud 
Aparece por primera vez en el episodio 3 de la primera temporada como la heroína enviada por el Taisha, y es trasferida a la clase de Yūna y Mimori. Tiene ojos verdes y un pelo marrón atado por dos lazos rojos dividió en dos colas de caballo laterales. En su traje de heroína estos lazos se vuelven pétalos rojos.
Tiene una personalidad testaruda, terca y obstinada que le causa complicaciones al expresar sus sentimientos a los demás. Ocasionando una hostilidad inicial, sin embargo, se preocupa por los demás y no puede resistirse a ayudar.
Como heroína es capaz de invocar katanas, además gracias al entrenamiento del Taisha posee grandes habilidades físicas. Su hada es Yoshiteru. Al final de la primera temporada, realiza el mankai varias veces lo que causa que pierda distintas funciones vitales, aun así sigue con la batalla hasta el final. 
Sonoko Nogi (乃木 園子) 
Seiyu: Kana Hanazawa
Edad: 14 años (segundo año de secundaria) (capítulo de Yūki Yūna y Héroe) 12 (capítulo de Washio Sumi) / Cumpleaños: 30 de agosto / Altura:156 cm / Grupo sanguíneo: O / Hobby: Escribir novelas
Pertenece al linaje de los Nogi. Fue una heroína y amiga de Mimori dos años antes de los eventos de la primera temporada, por tal motivo le apoda Washi. Se trata de una chica con ojos grises y de pelo largo y rubio suelo en su mayoría excepto por una pequeña cola de caballo atada por una cinta azul. Cuando se convierte en heroína su color de pelo se intensifica.
Es de personalidad tranquila y pacífica que suele desconectar de la realidad muy a menudo, además afirma poderse quedar dormida y despertarse a voluntad. A pesar de ello, tiene un gran intelecto y puede solucionar problemas y formular planes rebuscados en cuestión de segundos. También es una aficionada a la escritura de novelas, y disfruta imaginando a sus amigas en situaciones románticas entre ellas.
Como heroína es capaz de manipular a su antojo una lanza, que le permite utilizar de escudo y de ataque. Tras realizar el mankai 21 veces, pierde todas sus funciones hecho por el cual el Taisha empieza a bendecirla y a consentirle todos sus deseos a expresión de ver a su amiga de nuevo. Asimismo tiene 22 hadas, de las cuales solo se observa una, Sebastián.

### Otros
Minowa Gin
Seiyu: Yumiri Hanamori
Edad: 11 años (sexto año de primaria) / Cumpleaños: 10 de noviembre / Altura:145 cm / Grupo sanguíneo: A / Hobby: Leer cómics 
Es la amiga y compañera de clase de Sonoko y Mimori durante la secundaria. Es una chica de baja estatura con los ojos de color gris y con el pelo de color marrón-gris corto recogido por una pequeña coleta posterior. Además, lleva una horquilla con forma de flor en el flequillo.
Es una chica amable, energética, con mucho ánimo y con muchas ganas de ayudar a los demás, sobre todo a su familia y amigos. A pesar de ello suele meterse en problemas y no es demasiado responsable.
Como heroína es capaz de invocar un par de hachas grandes las cuales pueden generar fuego. Su especialidad es realizar ataques directos al enemigo y proteger a sus compañeras de los ataques. Debido a su espontaneidad y tozudez se sacrifica para salvar a sus amigas. A consecuencia su terminal acaba en manos de Karin. 
Professora Aki
Seiyu: Rina Sato
Se trata de la profesora de Sumi, Sonoko y Gin en primaria que a su vez actuaba como responsable de sus entrenamientos como heroína. Aparte de profesora, es una sacerdotisa del Taisha. En el capítulo del héroe se encarga de hacer un seguimiento del estado de Yūna. 
Primer equipo de heroínas
Formado por Wakaba Nogi, Chikage Koori, Anzu Iyojima, Tamako Doi, Yūna Takashima y Hinata Uesato (esta última como posición de sacerdotisa). Son el primer grupo que defendió Shikoku ante el ataque vartex en el año 2018 del calendario gregoriano. En el capítulo del héroe, sus siluetas aparecen un momento juntamente a las demás heroínas para prestar ayuda a Yūna y a Mimori para derrotar a los dioses celestiales.

## Terminología

### Sistema de heroes (勇者システム, Yūsha system)
Se refiere a las habilidades otorgadas a las chicas por el Shinju, así como el uso de las hadas. Su propósito es reforzar la protección de la barrera que separa Shikoku del mundo exterior, protegiendo al Shinju de los Vartex, evitando así la extinción de la raza humana. Las chicas que hacen uso de este sistema son llamadas heroínas (Yūshas). Existen distintas versiones de este sistema, siendo la tercera la versión principal durante la primera temporada y la que recurre al Mankai y a consecuencia al Sange. Su origen se remonta al año 2018 del calendario gregoriano siendo usado por el grupo de Wakaba Nogi.

### Shinju (神樹)
También llamado como Shinju-sama, como muestra de respeto, es la deidad que mantiene y protege a toda la humanidad. Se trata de la aglomeración de dioses terrenales que permanece en el Jukai en forma de árbol. Tiene suficiente poder como para suministrar poder y otorgar las hadas a las heroínas para que batallen contra los vartex, pero no puede de defenderse a sí mismo. A su vez, es el encargado de elegir quienes serán las heroínas. Apareció en el año 2018 del calendario gregoriano, considerando su aparición como el año 1 de la Era de los Dioses.

### Vartex (バーテックス)
Son unas criaturas creadas por los dioses celestiales durante la Era Cristiana con el fin de exterminar a la humanidad. Aparecieron por primera vez en la Tierra durante el año 2015 d. C., y destruyeron gran parte del mundo, siendo la isla de Shikoku salvada debido a la protección del Shinju. Estas formas de vida pueden evolucionar de distintas formas siendo los stardust la forma inicial de estas. Según la forma con la cual evolucionan se les ha otorgado un nombre u otro, siguiendo los nombres de las constelaciones. Existen 12 formas de vartex evolucionados los cuales son: Virgo, Escorpión, Cáncer, Sagitario, Capricornio, Aries, Piscis, Acuario, Libra, Tauros, Leo y Géminis
Estos son capaces de regenerarse si no se destruye su núcleo conocido como alma. A pesar de ello, como fuera de la barrera existen millones de stardust, los vartex evolucionados acaban volviendo.

### Taisha (大赦)
Es una organización de personas que supervisan el culto al Shinju-Sama. Guardan secretos en beneficio de la adoración al mismo, tales como el Sange. Todos los miembros utilizan la misma prenda de vestir y la misma máscara. Esos son los encargados de entrenar a las heroínas en Washio Sumi wa Yūsha de aru y Wakaba Nogi wa Yūsha de aru, as mi mismo de cuidar a las heroínas retiradas por el Sange.
Su origen se remonta en algún momento antes del primer ataque vartex, pero no empezó a destacar hasta después del mismo donde comenzó a trabajar en el sistema de héroes. Asimismo, cambió el nombre de Gran Santuario a Taisha (también conocido como Amnistía).

### Mankai (満開)
Es un poder especial otorgado a los héroes que han gastado una gran cantidad de magia, otorgando un poder increíble único para el usuario durante un tiempo limitado. Cuando este tiempo se agota, ocurre el sange. Existe una variante nombrada Dai Mankai ( 大 満 開, lit:Gran Mankai) que reúne el poder de todas las heroínas, la usuaria de esta es Yūna.

### Sange (さんげ, lit. Marchitar）
Es el término utilizado cuando un héroe sacrifica la función de una parte de su cuerpo como ofrenda al shinju justo después de realizar Mankai. A los héroes generalmente no se les dice que esto sucederá para asegurarse de que no se nieguen a utilizar este poder es preciso para cumplir con su misión de proteger a la humanidad; con el tiempo, van recuperando dichas funciones, pero la incertidumbre ante ello supone un duro golpe para algunos de los héroes. Después de cada Mankai, los héroes también reciben una nueva hada para ayudar a compensar la parte perdida.

### Jukai (樹海lit. Mar de árboles)
Es el lugar donde reside el Shinju donde solo pueden acceder las heroínas gracias al evento de desforestación. Este proceso provoca que el tiempo se ature a excepción de las heroínas, el cual causa que sean llevadas al Jukai. Este lugar difiere del mundo normal y pasa a ser otra capa de la realidad, el suelo este cubierto de enredaderas con un esquema de colores arcoíris. Al igual que en el mundo real, hay una barrera que sirve de protección contra los vartex.

### Espíritus (精, Seirei)
También conocidas como hadas son seres sobrenaturales guiados por Shinju con la función de otorgarles poderes a las heroínas, además de protegerlas y ayudarlas con sus batallas. Estos en los inicios del sistema de héroes se les permitía entrar dentro de los cuerpos humanos causando así graves efectos negativos, como la disminución del control emocional. Debido a eso en el sistema de hadas se eliminaron hasta que se implementaron de nuevo pero esta vez con un cuerpo externo. Después de cada Mankai, la heroína en cuestión recibe otra hada que le proporciona nuevos poderes. Todas ellas están inspiradas en espíritus yokais del folklore japonés.
Propiedad de Yūki Yūna
- Gyuki: Tiene forma de vaca pequeña con alas, suele salir del terminal libremente y es bastante comilón. Permite a Yuna alistar un poderoso golpe. Está basado en Ushi-oni yokai.
- Kasha: Tiene forma de gato rosado. Permite a Yuna lanzar una patada que cusa una explosión de fuego. Está basado en los yokai Kasha (lit. carro de bomberos) unos felinos ardientes que roban cadáveres de los delincuentes. Tras obtenerla, Yuna pierde el sentido del gusto.

Propiedad de Mimori Togo
- Aobozu: Tiene forma de huevo. Le proporciona a Mimori un rifle francotirador. Se basa en el yokai de un monje tuerto de piel azul que intenta convencer a una joven a suicidarse.
- Gyobudanuki: Le permite a Mimori usar una pistola. Está basado en Inugami Gyobu yokai, un espíritu tanuki que se dice que gobernó sobre 808 tanukis. Al obtenerla, Mimori pierda movilidad en las piernas.
- Shiranui: Tiene forma de candelabro de fuego azul. Le otorga a Mimori el uso de un par de pistolas de empuñadura inversa. Está basado en los shiranui yokais, unos objetos misteriosos que se asemajan a bolas de fuego y aparecen en cuerpos de agua. Al obtenerla, Mimori pierde sus recuerdos.
- Kawabotaru: Da a Mimori la capacidad de usar láseres flotantes automáticos y manuales. Se basa en un yokai que aparece como varios incendios fríos sobre un estanque en Inba, y solo es visible por una persona a la vez. Tras obtenerla, Mimori se queda sorda del oído izquierdo.

Propiedad de Fu Inubozaki
- Inugami: Le otorga a Fu una gran espada. Es el espíritu de un perro creado por poderosos hechiceros para servirlos a ellos y / o sus familias. Inugami a menudo se mueren de hambre por comida.
- Kamatachi: Permite a Fu utilizar pequeños cuchillos arrojadizos. Se basa en el Kamaitachi, comadrejas de patas falciformes que cortan a las personas y las vuelven a unir mágicamente sin que la persona lo sepa. Cuando Fu la obtiene pierde la vista de su ojo izquierdo.

Propiedad de Itsuki Inubozaki
- Kodama: Permite que Itsuki el uso de hilos largos para atrapar enemigos. Es un espíritu de árbol que parece un orbe de luz. Si el árbol anfitrión alguna vez se corta, una poderosa maldición caerá sobre la aldea que lo hizo.
- Ungaikyou: Otorga a Itsuki un espejo que puede reflejar rayos de luz. Es un yokai que muestra el reflejo de demonios y espíritus, e incluso una visión monstruosa de uno mismo.

Propiedad de Karin Miyoshi
- Yoshiteru: Le permite a Karin el uso de muchas katanas a la vez. Es la única hada que puede hablar, aunque solo sea siempre la misma frase.

Propiedad de Sonoko Nogi
- Sebastián: Es la única hada de Sonoko que se muestra. Se basa en un Kurama Tengu, el que se dice que es el rey de los Tengu. Sonoko lo apoda Sebastián.

## Media

### Anime
La serie de televisión de anime de 12 episodios fue producida por Studio Gokumi y dirigida por Seiji Kishi. Planeada por Takahiro, el guion del anime fue escrito por Makoto Uezu, y el diseño de los personajes fue proporcionado por Takahiro Sakai. La serie se emitió en Japón en MBS desde el 16 de octubre al 25 de diciembre de 2014 y fue emitida simultáneamente por Crunchyroll.
En 2017 se lanzó una segunda temporada de anime que consta de dos partes; El Capítulo de Washio Sumi, una adaptación del Washio Sumi es una novela ligera de Héroes, y el Capítulo de Héroes, que tiene lugar después de la primera temporada. El Capítulo Washio Sumi se estrenó por primera vez como tres películas teatrales entre el 18 de marzo y el 8 de julio de 2017 antes de emitirse como seis episodios de televisión entre el 6 de octubre y el 10 de noviembre de 2017, seguido de un resumen de la primera temporada que se emitió el 17 de noviembre de 2017. El Capítulo de los Héroes, que consta de seis episodios de televisión, se emitió entre el 24 de noviembre de 2017 y el 5 de enero de 2018. Ambas partes fueron emitidas simultáneamente en occidente por Anime Strike y Amazon Prime Video. Tres cortometrajes producidos por W-Toon Studio, basados en el manga spin-off, Yūki Yūna wa Yūsha-bu Shozoku, se proyectaron junto con cada película del Capítulo de Washio Sumi.

### Novela/manga
La novela ligera titulada Washio Sumi wa Yūsha de Aru (鷲尾須美は勇者である, lit. Washio Sumi es un Héroe), que funciona como precuela de la serie fue escrita por Takahiro e ilustrada por Bunbun, fue seriada en la revista Dengeki G's de ASCII Media Works entre el 30 de abril de 2014 y el 29 de noviembre de 2014. La novela se desarrolla dos años antes del marco temporal del anime. Otra serie de novelas ligeras, titulada Nogi Wakaba wa Yūsha de Aru (乃木若葉は勇者である, lit. Nogi Wakaba is a Hero), escrita por Aoi Akashiro e ilustrada por Bunbun, comenzó a desarrollarse en la revista de Dengeki G's el 30 de julio de 2015.  Nogi Wakaba se desarrolla 300 años antes del tiempo del anime durante el primer ataque de Vertex al mundo. Sigue al ancestro de Sonoko Nogi, Wakaba Nogi como protagonista y al primer equipo de héroes de Shikoku formado por ella, Hinata Uesato, Yūna Takashima, Chikage Kōri, Tamako Doi y Anzu Iyojima.  Otra novela ligera escrita por Akashiro, Kusunoki Mebuki wa Yūsha de Aru, comenzó su serialización en Dengeki G's Magazine el 30 de junio de 2017. La cual se sitúa paralelamente a los acontecimientos de la serie.
Por otro lado, una adaptación manga de Yūki Yūna wa Yūsha de Aru, ilustrada por Mottsun, comenzó a seriarse en la revista Dengeki G's Comic de ASCII Media Works a partir del 30 de junio de 2014. También la franquicia cuenta con otro manga titulado Yūki Yūna wa Yūsha-bu Shozoku (結城友奈は勇者部所属, lit. Yūki Yūna es miembro del Club de Héroes), escrito por Takahiro e ilustrado por Kotamaru, comenzó a seriarse en la revista Dengeki G's Magazine a partir del 30 de julio de 2014. El primer volumen de la adaptación de la serie se publiuco el 27 de noviembre de 2014, y fue ilustrado por Tōko Kanno.

### Música
El tema de apertura de la primera temporada de anime es "Hoshi to Hana" (ホシトハナ, lit. Estrella y flor) y el tema de clausura es "Aurora Days" , ambos interpretados por Sanshū Chūgaku Yūsha-bu (grupo conformado por Haruka Terui , Suzuko Mimori , Yumi Uchiyama , Tomoyo Kurosawa y Juri Nagatsuma). Mientras que el tema final del episodio 9 es "Inori no Uta" (祈りの歌, lit. Canción de oración) interpretado por Tomoyo Kurosawa.
Para el capítulo de Washio Sumi, los temas de apertura son "Sakiwafu Hana" (サキワフハナ) para la versión cinematográfica y "Egao no Kimi e" (エガオノキミへ, Una sonrisa hacia ti) para la versión televisiva, ambos interpretados por Suzuko Mimori. Los temas del final son "Tomodachi" (ともだち, Amigos) de Mimori, Kana Hanazawa y Yumiri Hanamori para la primera película, "Tamashii" (たましい, Espíritu) de Hanamori para la segunda película y "Yakusoku" (やくそく, Promesa) de Mimori y Hanazawa para la tercera película. En el caso del capítulo sobre los héroes, los temas de apertura y final son, respectivamente, "Hana Kotoba" (ハナコトバ, Lenguaje de las flores) y "Yūshatachi no Lullaby" (勇者たちのララバイ, La nana de las heroínas), ambos interpretados por Sanshū Chūgaku Yūsha-bu (como el anterior, pero con la adición de Hanazawa).
La banda sonora musical es compuesta por Keiichi Okabe (MONACA). La versión discográfica del capítulo de Yūki Yūna salió a la venta el 9 de septiembre del 2014, mientras que la del capítulo de Washio Sumi y el capítulo de héroes salieron el 7 de julio del 2017 y el 29 de abril de 2018, respectivamente.

### Videojuego
La serie tiene tres novelas visuales para Windows, desarrolladas por Minato Soft y que presentan escenarios escritos por Takahiro y Osamu Murata, las dos primeras pertenecientes a la primera temporada, se incluyen en los volúmenes primero y sexto de DVD y Blu-ray Disc de la serie de anime que se publicarán el 17 de diciembre de 2014 y el 20 de mayo de 2015, respectivamente. Mientras que la última sucede en el contexto del capítulo de héroes y fue publicada con la salida del Blu-Ray de dicha temporada en el 30 de mayo de 2018. Cada novela visual presenta diez escenarios diferentes originales del juego y está totalmente narrada por el reparto original. Los gráficos están a cargo de Studio Gokumi. Por otro lado, Un videojuego de acción fue desarrollado por FuRyu titulado Yūki Yūna wa Yūsha de Aru: Jukai no Kioku (結城友奈は勇者である 樹海の記憶, lit. Yūna Yūki es un Hero: Memorias del Mar de los Árboles) y fue lanzado el 26 de febrero de 2015 para la PlayStation Vita. A más a más, cuenta con juego de móviles titulado Yūki Yūna wa Yūsha de Aru: Hanayui no Kirameki (結城友奈は勇者である: 花結いのきらめき) lanzado el 8 de junio de 2017 para iOS y Android.

## Recepción
El primer volumen de Blu-ray japonés fue el Blu-ray de animación más vendido de la semana, con 4.781 copias, y se mantuvo en las listas de ventas durante cuatro semanas más, vendiendo 10.373 copias en total. Cada volumen de la serie ha ocupado un lugar destacado en la lista de Oricon. El volumen cinco se ubicó en el No. 1 de la lista de ventas, con 6.422 copias, mientras que el sexto y último volumen se ubicó en el segundo lugar, con 7.626 copias. Yūki Yūna was a yūsha de aru fue el 15º mejor vendedor de animación BD en Japón de la lista de ventas semestrales de 2015, habiendo ganado 58.961 copias en total.